# Louis du Couret
Louis du Couret ou Abd ul-Hamid In (1812 - 1er avril 1867) est un explorateur, militaire et écrivain français. 

## Biographie
Louis du Couret est né en France. Son père est colonel dans l'armée française. Du Couret s'est rendu en Égypte en 1834, avant de se rendre dans l'empire éthiopien.   Il est au Moyen-Orient à partir de 1836. Il s'engage dans l'armée de Méhémet Ali et a combattu pendant la bataille de Nézib. Il se convertit à l'islam et fait le Hajj avant de traverser l'Arabie entre 1844 et 1845. Il a publié le livre Les Mystères du désert, souvenirs de voyage en Asie et en Afrique en 1859, racontant ses voyages au cours de cette période. Il s'est rendu à Sanaa (Yémen) et a terminé son voyage à Sohar (Oman) Il est rentré en France en 1847. Il est retourné en Égypte en 1867, et est décédé le 1er avril de la même année. 
Les érudits ont mis en doute l'authenticité de ses écrits, notamment Heinrich Kiepert. Des recherches ont montré que son séjour chez les Zandé n'a jamais eu lieu. Son travail est conservé dans la collection de la Bibliothèque du Congrès. 